# K2
K2 (còn được gọi là đỉnh Godwin-Austen, Lambha Pahar, Chogori, Kechu hay Dapsang), cao 8,611 m (28,251 ft) là đỉnh núi cao thứ nhì trên mặt đất, nằm tại giáp ranh biên giới giữa huyện Taxkorgan, địa khu Kashgar, Tân Cương, Trung Quốc và Pakistan, thuộc dãy núi Karakoram.
K2 được biết đến với tên gọi "Ngọn núi Hoang Dã" vì hành trình lên đỉnh rất khốc liệt. Với tỉ lệ tử vong cao thứ nhì trong những ngọn núi cao hơn 8000 mét, cứ mỗi 4 người lên đỉnh thành công là có một người chết, con số chính thức là 77 cái chết trong 300 lần chinh phục thành công. Bởi vì lên đỉnh từ phía Trung Quốc là nguy hiểm và khó khăn hơn, nên hầu hết người leo núi chọn đường đi từ Pakistan.
Tháng 1 năm 2021, K2 trở thành ngọn núi cao trên 8000 mét cuối cùng được chinh phục vào mùa đông. Thành tựu này được xác lập bởi một đội leo núi thuộc Nepal, dẫn đầu bỏi Nirmal Purja và Mingma Gyalje Sherpa.

## Tên gọi
Tên gọi K2 xuất phát từ Cuộc Đại Khảo sát địa lý thuộc địa Ấn của người Anh. Thomas Montgomerie đã làm cuộc khảo sát đầu tiên tại dãy Karakoram từ núi Haramukh, trong khoảng 210 km (130 dặm Anh), và phát hiện hai ngọn núi cao nhất, đặt tên chúng là K1 và K2.
Vì chính sách của cuộc Đại Khảo sát là sử dụng tên gọi địa phương để đặt cho các ngọn núi càng nhiều càng tốt, vì thế K1 được biết đến với tên gọi Masherbrum. Mặc dù vậy, K2 do quá cách trở, đã không có bất kì tên gọi địa phương nào. Ngọn núi này không thể quan sát được từ làng Askole, ngôi làng cuối cùng ở phía nam, hay từ khu định cư gần nhất về phía Bắc. K2 chỉ được nhìn thấy một chút từ đoạn cuối của sông băng Baltoro, và rất xa so với khoảng cách mà đa số người có thể đến. Tên gọi Chogori, đến từ hai từ trong tiếng Balti chhogo (nghĩa là "lớn") và ri (nghĩa là "núi") (چھوغوری) đã được gợi ý như là tên gọi địa phương nhưng đã không có căn cứ nào cho việc tên Chogori được sử dụng rộng rãi. Tên gọi này có thể đến từ những nhà thám hiểm phương Tây, hoặc là câu trả lời châm biếm cho câu hỏi "Ngọn núi đó tên là gì?". Ngoài ra, còn số tên gọi khác như: Dapsang, Lambha Pahar,..nhưng cũng không được sử dụng rộng rãi.
Thiếu một tên gọi địa phương, nên tên gọi Godwin-Austen đã được sử dụng, nhằm tôn vinh Henry Godwin-Austen, một trong những người đã tìm ra khu vực này. Và mặc dù tên này đã bị Hiệp hội Địa lý Hoàng Gia Anh bác bỏ, nhưng nó vẫn được dùng trên một số bản đồ và tiếp tục được đề cập đến ngày nay.
K2, như đã được nhà khảo sát đánh dấu, vẫn được tiếp tục sử dụng và biết đến rộng rãi. Và K2 cũng được dùng trong tiếng Balti, chuyển ngữ thành Kechu hay Ketu (Urdu: کے ٹو). Nhà leo núi người Ý Fosco Maraini cho rằng ngọn núi này sở hữu cái tên rất phù hợp do sự xa xôi cách trở, đầy thách thức của nó dành cho con người. Ông ấy kết luận rằng:
"...Một cái tên sát nghĩa đen, chứa đựng nào là đá, tuyết, bão và vực thẳm. Nó hoàn toàn không có ý định để được nhân hoá. Nó chứa đựng sự trần trụi của thế giới này trước khi có loài người - hay của một thế giới lụi tàn sau sự biến mất của con người."

## Số liệu địa lý
K2 nằm ở phía Tây Bắc của dãy núi Karakoram. Nằm giữa phần Baltistan của khu vực Gilgit-Baltistan, Pakistan và địa khu Kashgar, Tân Cương, Trung Quốc. Tiếp giáp với Lòng chảo Tarim về phía Bắc, và dãy Himalaya về phía Nam. Dòng nước từ các sông băng rộng lớn từ phía Nam và phía Đông của K2 mang lại nước tưới tiêu cho những thung lũng xung quanh và đóng góp một phần quan trọng vào nguồn cung cấp nước ngọt cho khu vực này.
K2 được xếp hạng 22 về phần vượt lên cao so với phần xung quanh, vì nó là một phần của cao nguyên xung quanh (bao gồm dãy Karakoram, cao nguyên Tây Tạng, và dãy Himalaya), và có một đường mòn dẫn từ K2 đến Everest mà luôn ở độ cao trên 4,594 mét tại Mustang Lo.

## Hình ảnh

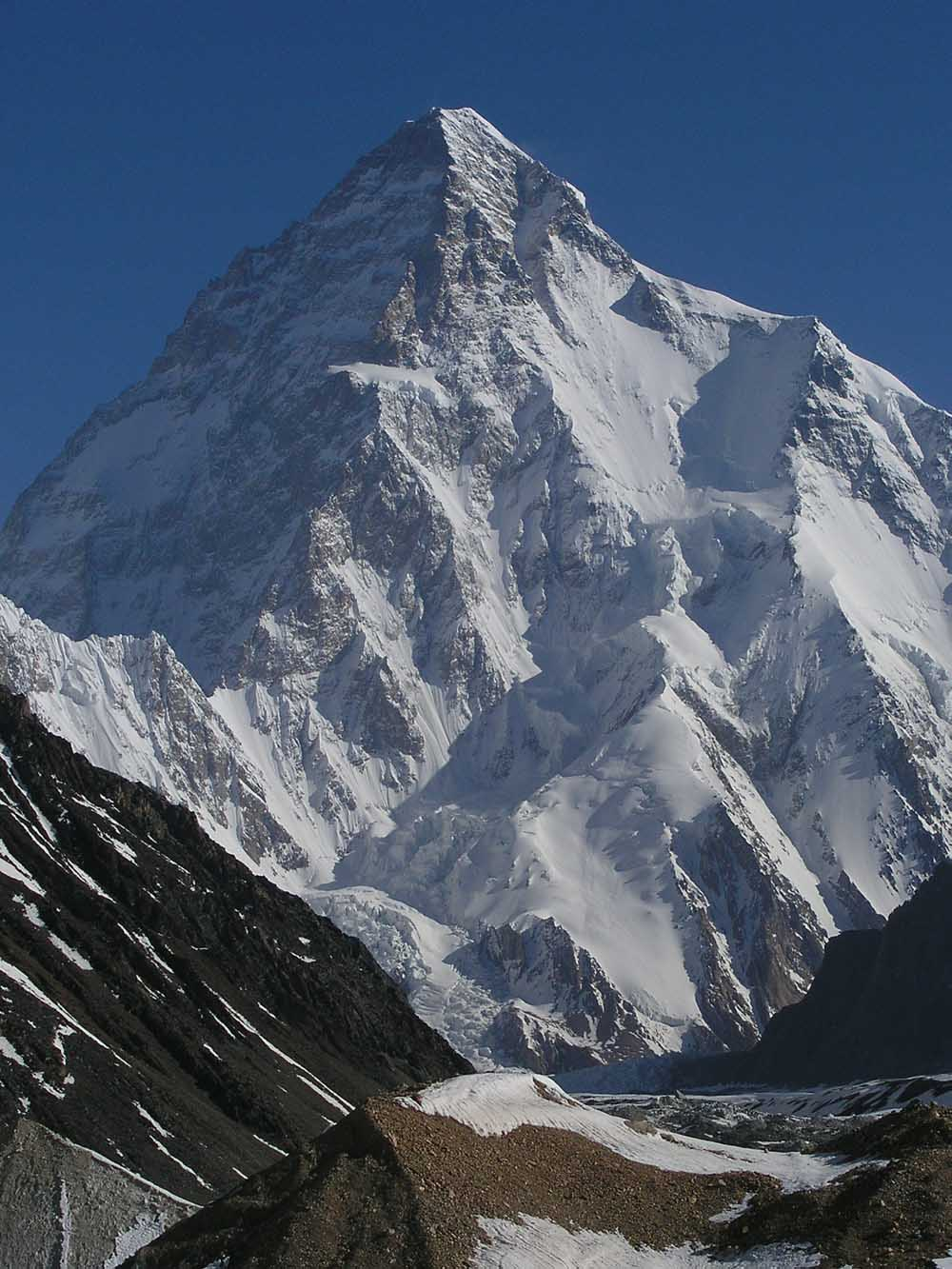
K2 về mùa hè
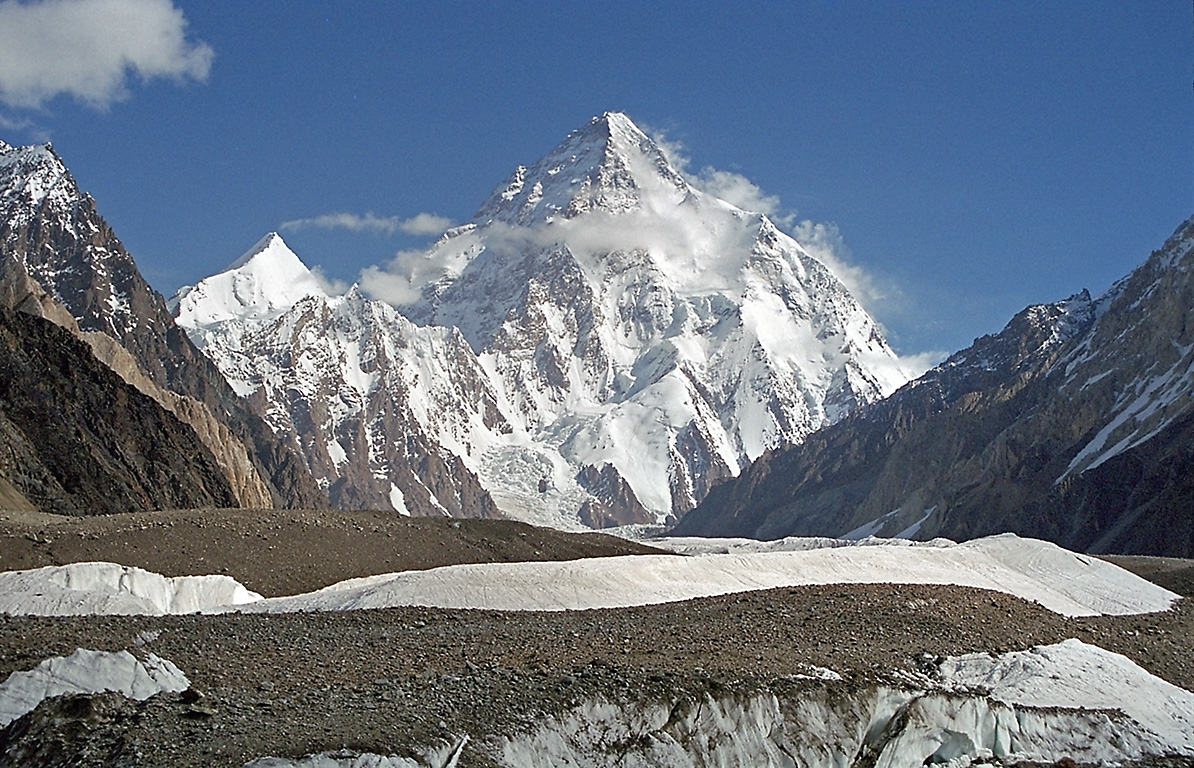
K2
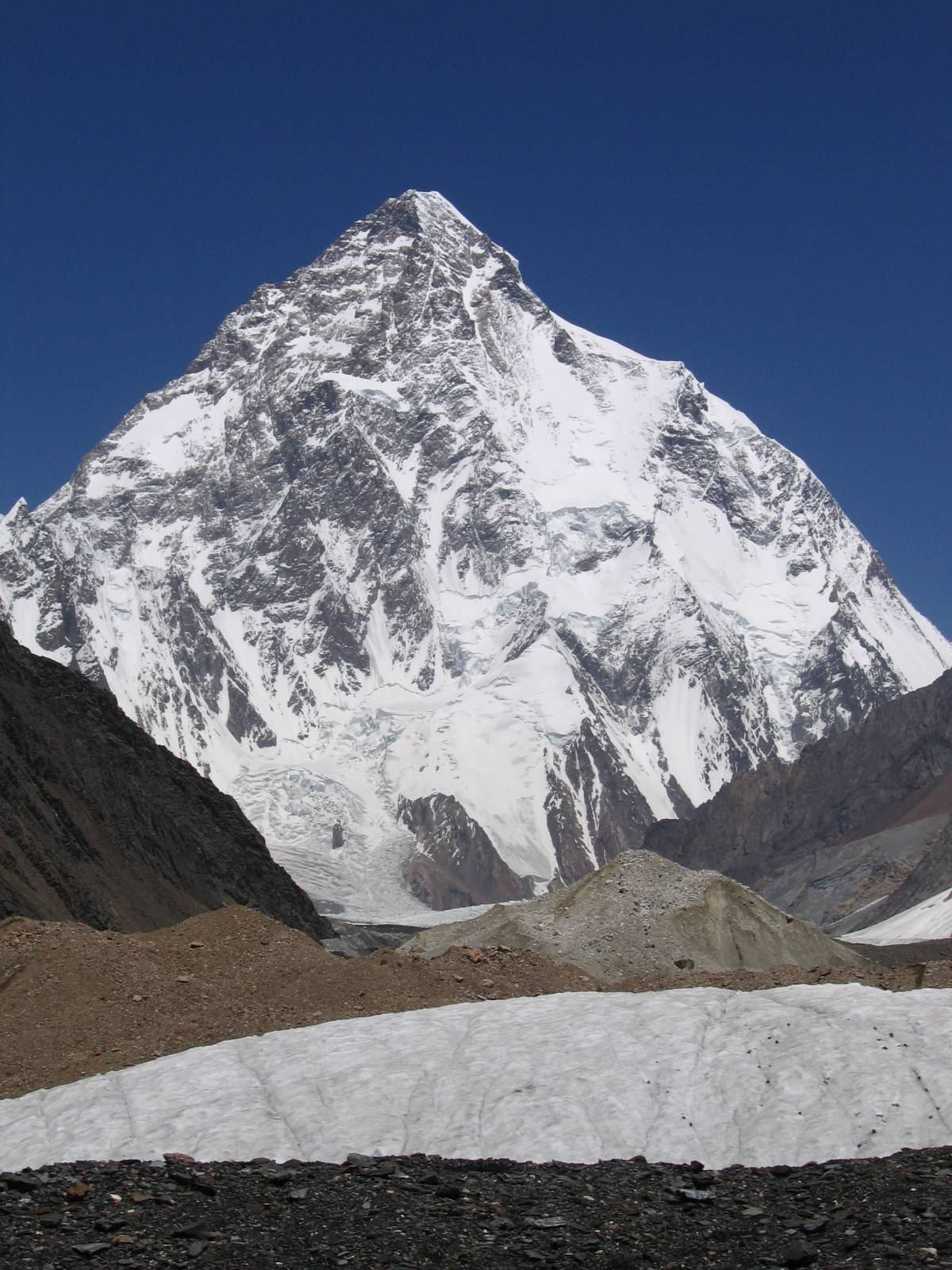
K2, tháng 7 năm 2006
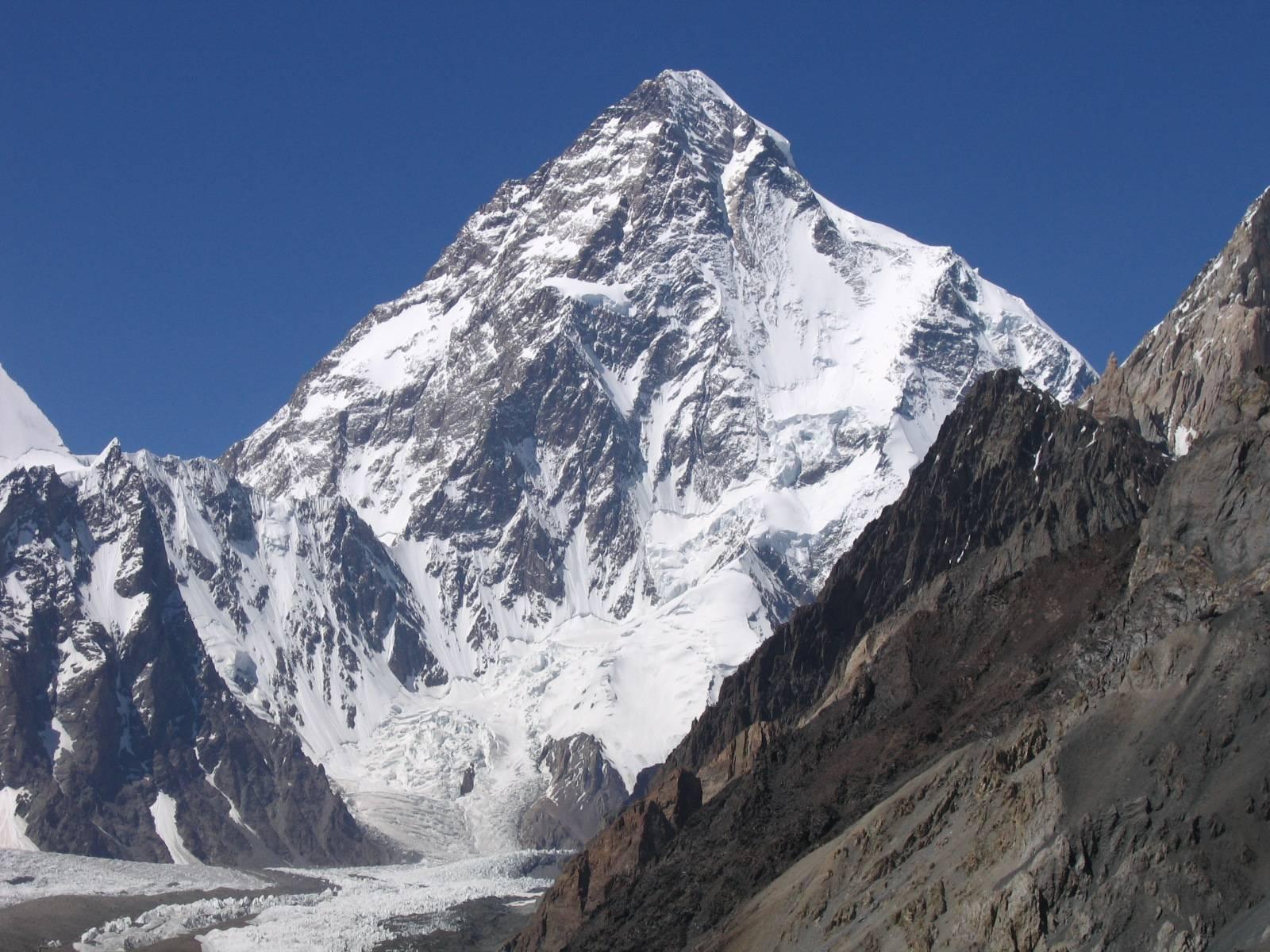
K2, tháng 8 năm 2006
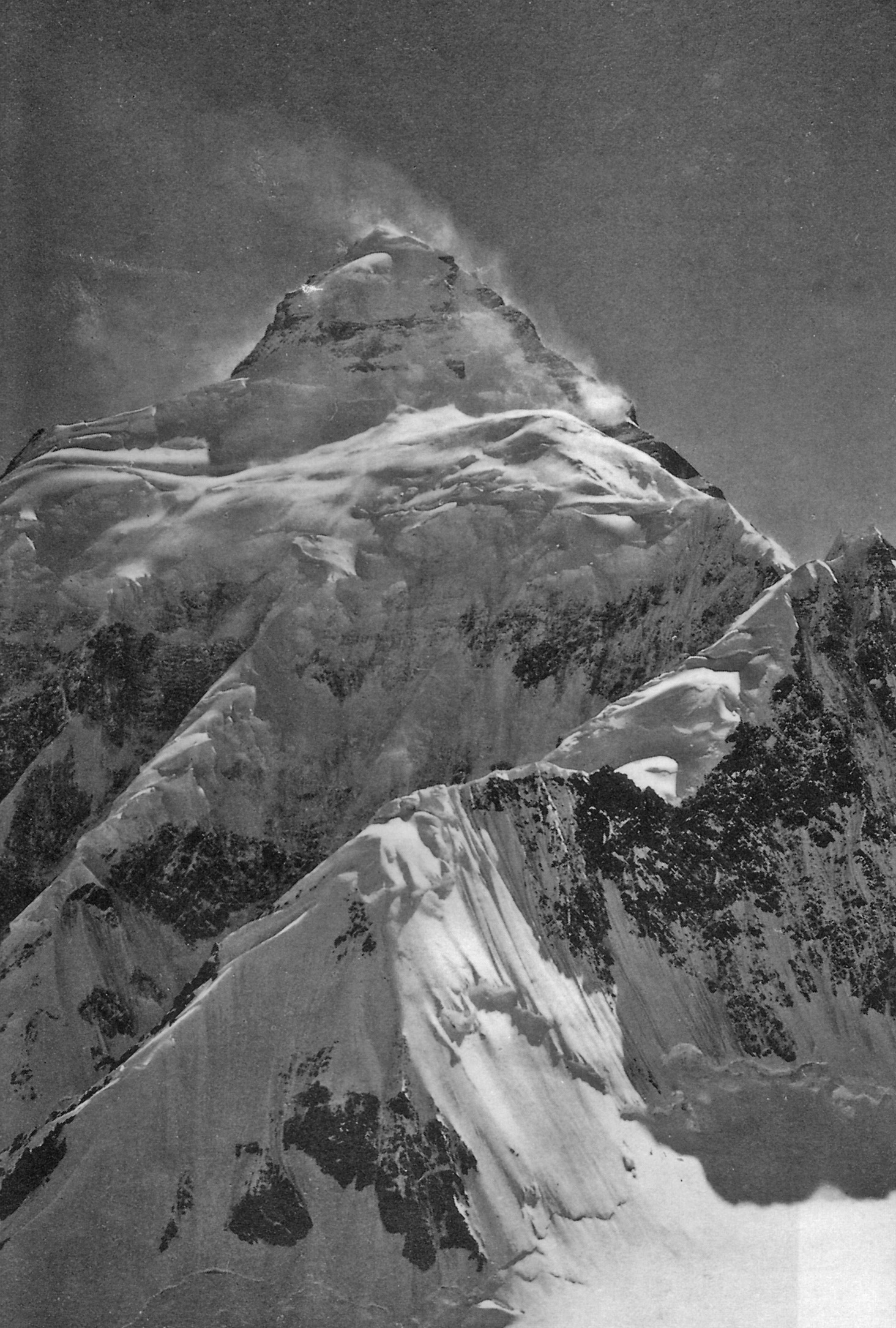
Một bức ảnh cũ chụp từ phía đông năm 1909
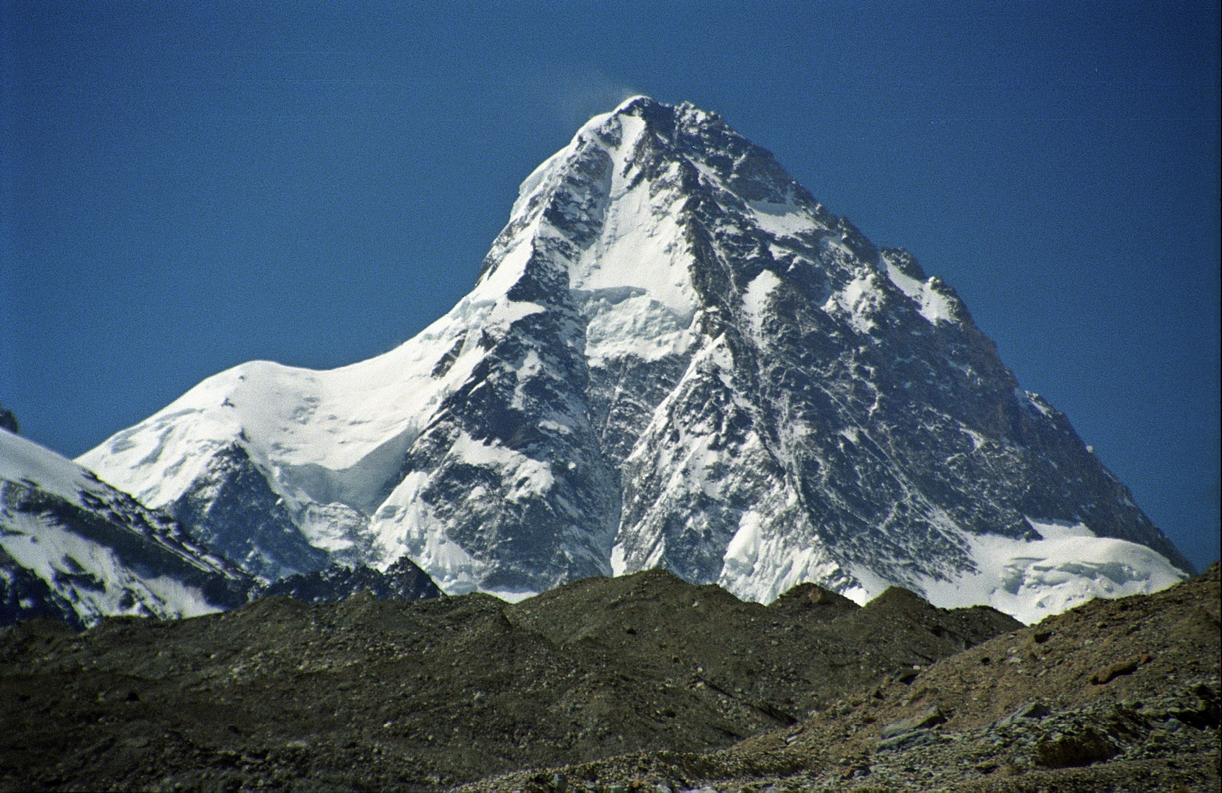
K2 nhìn từ phía bắc (Trung Quốc) lại